# La Playa (ort i Colombia, Norte de Santander, lat 8,22, long -73,24)
La Playa är en ort i Colombia.   Den ligger i departementet Norte de Santander, i den norra delen av landet, 400 km norr om huvudstaden Bogotá. La Playa ligger 1 472 meter över havet och antalet invånare är 1 215.
Terrängen runt La Playa är huvudsakligen kuperad, men åt nordväst är den bergig. Terrängen runt La Playa sluttar västerut. Runt La Playa är det glesbefolkat, med 20 invånare per kvadratkilometer. Närmaste större samhälle är Ocaña, 12,8 km väster om La Playa. Omgivningarna runt La Playa är en mosaik av jordbruksmark och naturlig växtlighet.